# Золотухин, Владимир Петрович (историк)
Влади́мир Петро́вич Золоту́хин (5 января 1930, Ленинград — 5 августа 2020 года, Москва) — советский и российский учёный-американист, доктор исторических наук (1972), профессор (1979). Специалист по американской политической системе, фермерскому движению и сельскохозяйственной политике США.

## Биография
В 1953 году окончил Московский государственный университет, в 1957 — аспирантуру Института истории АН СССР. С 1957 года работал в научно-исследовательских институтах системы Академии наук: Института истории (1957—1961), Института Латинской Америки (1961—1966), Института международного рабочего движения (1966—1968). В 1963 году защитил кандидатскую диссертацию «Положение фермерства и правительственная аграрная политика в США (1945—1950 гг.)».
С 1968 года — в Институте США и Канады АН СССР (РАН); ведущий научный сотрудник. В 1971 году защитил докторскую диссертацию «Фермерское движение и правительственная сельскохозяйственная политика в США, 30-е — 60-е годы XX века». Учёный секретарь научного совета РАН по комплексному изучению проблем США.